# Anolis maia
Espèce
Synonymes
- Dactyloa maia Batista, Veselý, Mebert, Lotzkat & Köhler, 2015

Anolis maia est une espèce de sauriens de la famille des Dactyloidae.

## Répartition
Cette espèce est endémique du Panama.

## Description
Anolis maia mesure de 62 à 78 mm.

## Étymologie
Cette espèce est nommée en l'honneur de Maia Batista, la fille de l'herpétologiste panaméen Abel Batista.

## Publication originale
- (en) Batista, Veselý, Mebert, Lotzkat (de) & Köhler, 2015 : A new species of Dactyloa from eastern Panama, with comments on other Dactyloa species present in the region. Zootaxa, no 4039 (1), p. 57–84.